# Comics Storm
Comics Storm è un software proprietario prodotto da Nabil Chatbi, programmatore software indipendente.
Questo programma è realizzato per la piattaforma Apple iOS disponibile su App Store per iPhone, iPad e iPod touch con installato iOS 5.1 o superiore.
Comics Storm è in grado di leggere file dedicati a fumetti e manga, supporta vari formati ZIP, RAR, CBR, CBZ e PDF.
Il software offre la possibilità di importare contenuti da varie sorgenti Google Drive, Microsoft SkyDrive, Dropbox, Bluetooth, Web Server ed altri.